# Artem Sukhotskyi
Artem Sukhotskyi (tiếng Ukraina: Артем Михайлович Сухоцький; sinh 6 tháng 12 năm 1992) là một hậu vệ bóng đá Ukraina hiện tại thi đấu cho ŠK Slovan Bratislava. Anh là sản phẩm của trường thể thao FC Dynamo Kyiv.
Ngày 12 tháng 1 năm 2012 Sukhotskyi ký hợp đồng với FC Illichivets Mariupol ở Giải bóng đá ngoại hạng Ukraina.